# Alessandro Alessandri
Pour les articles homonymes, voir Alessandri.

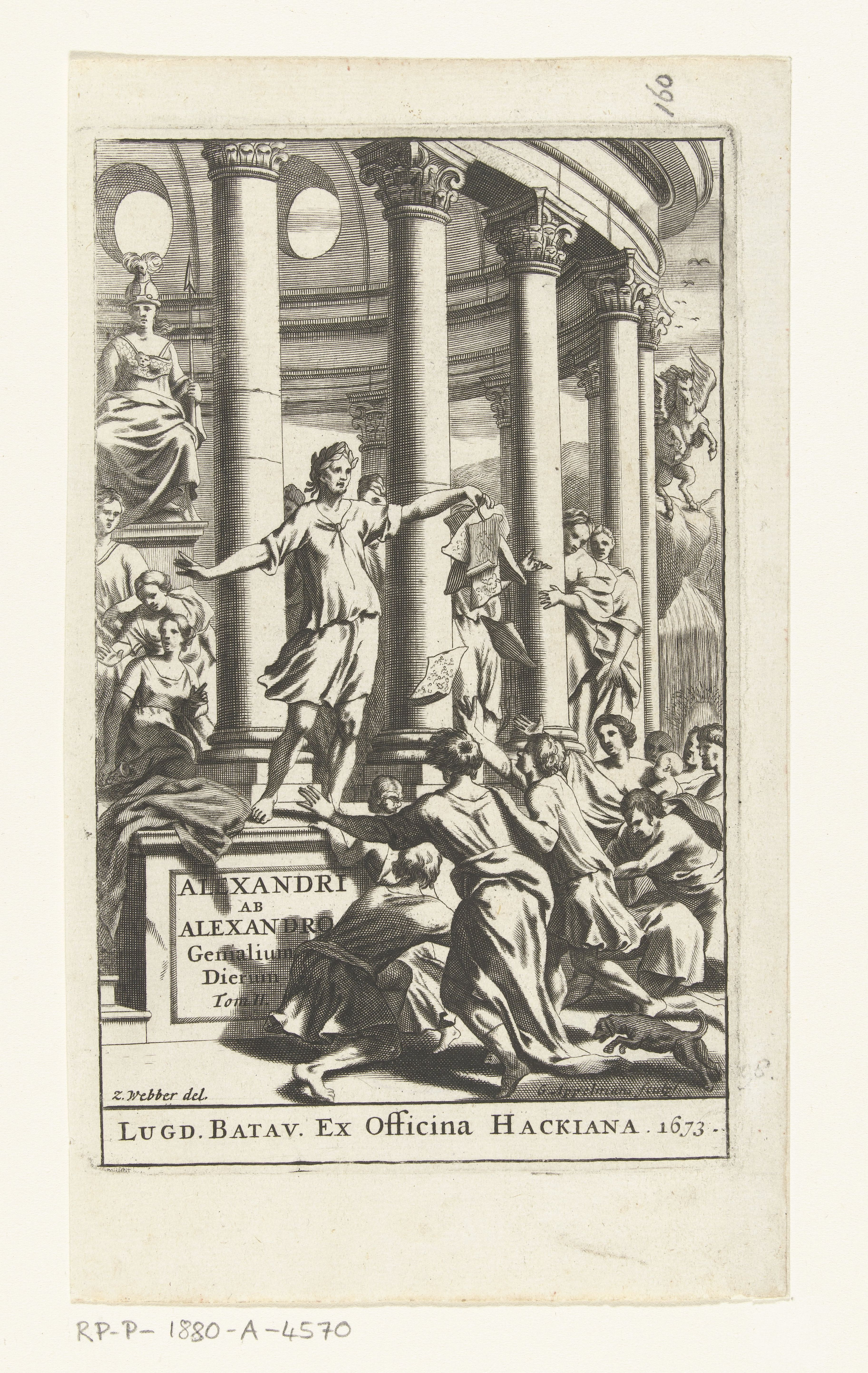
Alessandro Alessandri, Genialium dierum, tom. II, Lugduni Batavorum, ex officina Hackiana, 1673.

Alessandro Alessandri, dit Alexandre le Napolitain ou Alexandre de Naples, en latin Alexander ab Alexandro (né à Naples en 1461 et mort en 1523), est un écrivain et juriste italien de la Renaissance.

## Biographie
Né vers l’an 1461, il étudia à Rome sous trois habiles maîtres, François Philelphe, Niccolò Perotti et Domizio Calderini. Il exerce d’abord à Naples la profession d’avocat ; mais il y renonce bientôt, dégouté, disait-il, par l’iniquité des jugements, plus que par les difficultés de la science des lois. Il se livra entièrement aux lettres, surtout à la philologie et à l’étude de l’antiquité. Bayle s’est trompé dans son Dictionnaire critique, en disant qu’il avait été protonotaire apostolique. Il allègue l’autorité de Guy Pancirollus, dans son traité de Claris legum interpretibus ; mais Pancirollus dit qu’Alessandri fut protonotaire royal, et non pas apostolique. On ignore l’époque de sa naissance, et l’on a beaucoup varié sur celle de sa mort. Le savant Apostolo Zeno l’a fixée, d’après un renseignement positif, au 12 octobre 1523. (Voy. Dissertaz. Vossiane. t. 2, p. 186.) Alessandro Alessandri mourut à Rome, à l’âge de 62 ans. Il était alors abbé commendataire de l’abbaye de Carbonne, de l’ordre de St-Basile, située dans cette partie de l’ancienne Lucanie qu’on nomme la Basilicate.

## Œuvres
Son livre Genialium dierum est un ouvrage d’érudition et de philologie, fait sur le modèle des Nuits attiques d’Aulu-Gelle, des Saturnales de Macrobe, du Policraticus de Jean de Salisbury, etc. On a beaucoup loué l’érudition dont ce livre est rempli, et l’on s’est moqué, avec raison, des preuves de crédulité que l’auteur y donne en parlant des sortilèges, des apparitions d’esprits, et de l’explication des songes. Tiraboschi se tient, à son ordinaire, dans un sage milieu entre la louange et le blâme, en parlant de cet ouvrage singulier. « On peut le comparer, dit-il, à un grand magasin où l’on trouve des marchandises de toute espèce ; parmi la confusion et le désordre qui y règnent, et au milieu de beaucoup d’objets faux, douteux ou supposés, on en trouve aussi de très-précieux ; mais il faut une main habile et expérimentée pour les choisir, les repolir, et en faire un bon usage. » La première édition parut à Rome, en 1522, in-fol., sous ce titre : Alexandri de Alexandro dies Geniales. André Tiraqueau en donna un docte commentaire, intitulé Semestria, qui fut imprimé, pour la première fois, à Lyon, en 1586, in-fol. Christophe Colerus et Denis Gotefrid, ou Godefroy, y ont fait aussi de savantes notes. Elles furent imprimées, avec le commentaire de Tiraqueau, à Francfort, en 1594, aussi in-fol. On estime l’édition de Paris, 1582 ; mais la meilleure de toutes est celle de Leyde, 1673, 2 vol. in-8°, où l’on a réuni les trois commentaires ci-dessus, et quelques autres. Alessandri, avant ce livre, en avait publié un autre à Rome, in-4°, intitulé : Alexandri J. C. Napolitani Dissertationes quatuor de rebus admirandis, etc., sans date et sans nom d’imprimeur. Le reste du titre annonce qu’il y parle des choses admirables arrivées dernièrement en Italie, des songes qui se sont vérifiés, d’après les rapports d’hommes dignes de foi, de Junian Maius, grand interprète des songes. des démons qui ont trompé les hommes par de fausses apparitions de quelques maisons de Rome regardée : comme infâmes, parce qu’il y revient souvent des esprits et des fantômes, que l’auteur lui-même a vus presque toutes les nuits. Ce premier ouvrage, dont on peut juger sur ce seul titre, a été entièrement fondu dans le second. Le livre Genialium dierum n’est point du tout rare, mais les quatre dissertations le sont beaucoup, parce qu’elles n’ont jamais été réimprimées à part, et elles ne méritent d’être recherchées que pour leur rareté.

## Extrait des «Dies geniales»
MIRACULUM DE HOMINE QUI PLUS IN MARI QUAM IN TERRIS DEGEBAT, MAXIMAQUE AEQUORA VELOCISSIME TRANABAT.
Catanæ homo fuisse traditur, cui nomen Colan inditum ferunt, cognomento piscis, singulari fato seu fortuna genitus, qui plus in aquis degere quam in terris uicticare solebat, eumque diebus singulis mare & aquas petere necessum habuisse : Ibique naturæ ui & necessitate coactum diutius degere consuesse : alioqui dicebat fore, ut si ab Aquis abesset diu, quasi respirare, & ducere uitam nequiret, idque sui exitii mox causam fore asseruaret. (folio 46 v°, édition de 1532).
Il s'agit ici du mythe des hommes qui vivent dans la mer. Guillaume de Saluste Du Bartas y fait allusion dans le Cinquième Jour de La Semaine :
L'onde a comme le ciel lune, soleil, estoilles [...]
Elle a mesme son homme : et ce que plus j'admire,
De ses gouffres profonds quelquefois elle tire
Son moine, et son prelat, et les jettant à bord,
En fait monstre aux humains qui vivent sous le Nord.
(Vers 35 et 43-46, éd. Y. Bellenger, pp. 198–199)
Dans son Histoire naturelle (livre 9), Pline parlait déjà de ces monstres marins. Dans l'ouvrage de Guillaume Rondelet, De piscibus marinis libri XVIII, des gravures représentent le moine et l'évêque de mer.

## Éditions
- Alexandri ab Alexandro jurisperiti Neapolitani Genialium dierum libri sex, Paris, J. Petrus, 1532 ; puis Paris, Jerome de Marnef, 1561 ; puis Leyde, 1673, 2 vol. in-8, avec des commentaires.